# Deutsches Museum für Kochkunst und Tafelkultur
Das Deutsche Museum für Kochkunst und Tafelkultur wurde am 25. November 2015 in Frankfurt am Main eröffnet. Es sieht sich in der Tradition des von 1909 bis 1937 existierenden Kochkunstmuseums des Internationalen Verbands der Köche, dessen eingelagerter Sammlungsbestand im Zweiten Weltkrieg vollkommen zerstört wurde. 
Im Bestand des heutigen Museums befinden sich auch Sammlungsobjekte des Deutschen Gaststättenmuseums, das von 1941 bis 1944 in Frankfurt am Main existierte.
Betreiber des Museums ist der Verein Deutsche Tafelkultur e. V., während die Sammlungsgegenstände des Museums der vom Verein gegründeten TafelKulturStiftung gehören. Mit dem Erwerb der Menü- und Speisekartensammlung des Hamburger Sammlers Wolfgang Gross befindet sich die größte Sammlung an Menükarten und Speisekarten in Frankfurt am Main.

## Auswahl an Ausstellungen

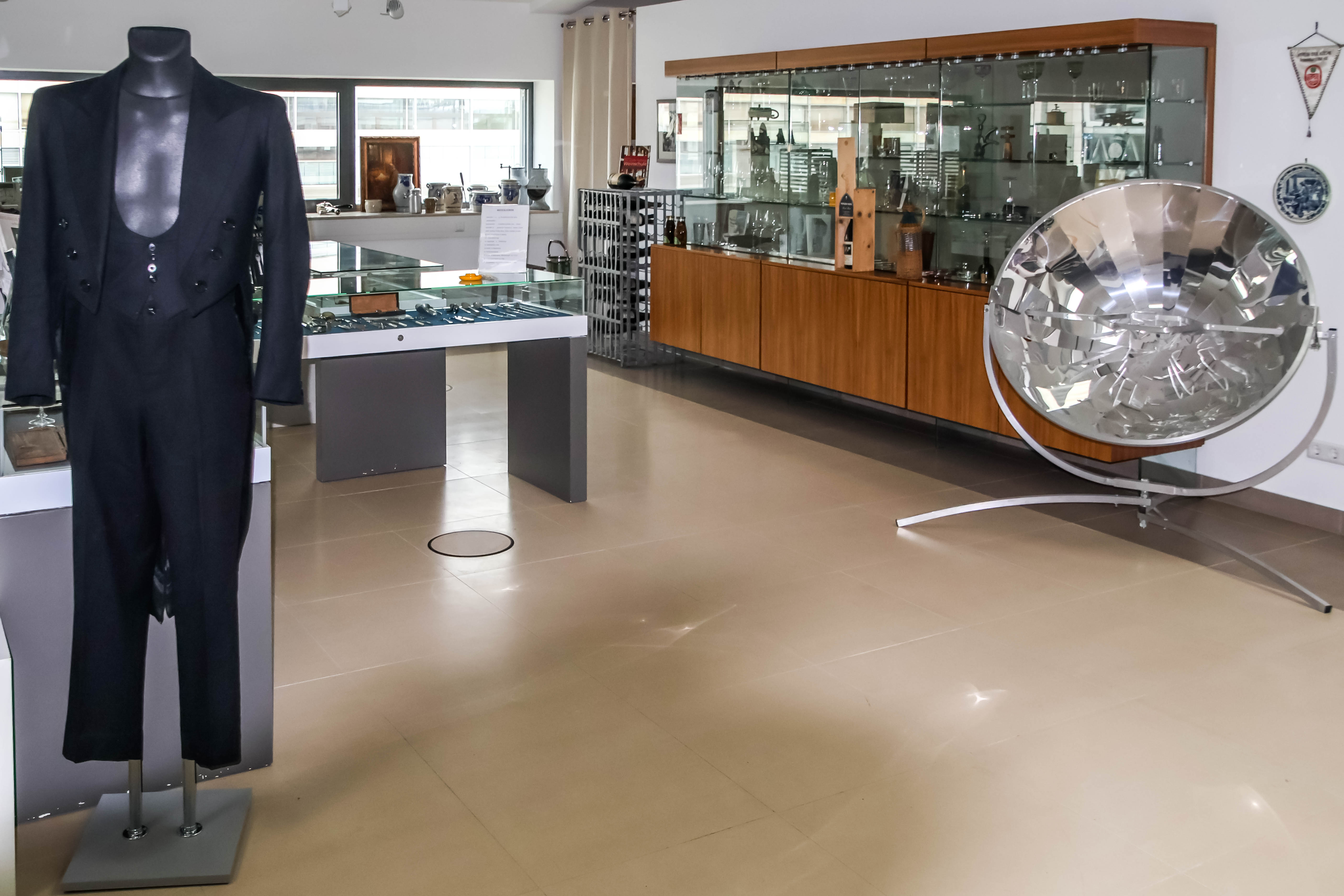
Ausstellungsraum

- Ausstellungsraum2015: Es ist angerichtet. Eröffnungsausstellung des Deutschen Museums für Kochkunst und Tafelkultur
- 2016: Die Serviette: Dekoration – Funktion – Kommunikation
- 2017: Historie der kulinarischen Museum und Ausstellungen in Frankfurt am Main (Dauerausstellung)
- 2017: Tafel.doc – Die Menü- und Speisekartensammlung Wolfgang Gross
- 2018: Tribute to 100 Years of Bauhaus - Tee- und Kaffeedesign von Tassilo von Grolman

## Sammlungs- / Museumsleitung
- 1988–2004: Walter Schwarz
- 2004–2008: Hans-Hermann Bödeker
- seit 2010: Mikael GB Horstmann